# Amanita basiorubra
Amanita basiorubra é um fungo que pertence ao gênero de cogumelos Amanita na ordem Agaricales. Encontrado no estado da Austrália Ocidental, na Austrália, foi descrito cientificamente pela primeira vez em 1992 pelo micologista O.K. Miller.